# 346889 Rhiphonos
346889 Rhiphonos eller 2009 QV38 är en transneptunsk asteroid av centaur-typ som upptäcktes den 28 augusti 2009 av den ryske amatörastronomen Timur V. Krjačko vid Engelhardt-observatoriet i Kazan, Ryssland. 
Den fick senare namn efter Rhiphonos, en av kentaurernas ledare som följde Dionysos i fälttåget mot Indien.
Rhiphonos senaste periheliepassage skedde den 26 februari 2010.